# Asia Business News
Asia Business News (ABN) fue un canal de televisión de noticias empresariales perteneciente a  Dow Jones & Company. Fue fundado el 1 de noviembre de 1993 y tenía su sede en Singapur. Era la red hermana de European Business News (EBN) con sede en Londres. El 2 de febrero de 1998, el canal se fusionó con CNBC Asia perteneciente a la NBC. Inicialmente, la mayoría de los programas y presentadores de ABN migraron al nuevo canal y operaba desde la antigua sede de ABN en Singapur. El canal combinado se llamó inicialmente CNBC Asia Business News, pero el 1 de julio de 1998 simplemente se denominó CNBC Asia.

## Programas
- Breakfast Briefing
- Asian Wall Street Journal on Air
- Trading Day
- Asia Market Digest
- Storyboard
- Far Eastern Economic Review on Air
- Money Talk
- dot.com
- Corporate Raiders

## Presentadores
- Coco Quisumbing
- Martin Soong
- Sydnie Kohara
- Karen Koh
- Lynette Lithgow

## Corresponsales
- Keiko Bang
- Lisa Barron
- Stuart Pallister
- Jim Sciutto
- Chris Slaughter